# Juan Pérez Ribes
Juan Pérez Ribes (n. Montroy, Valencia, 1931 - Mérida, Badajoz, 2022) fue un compositor español , profesor de música, director de orquesta, clarinetista y pianista.

## Vida
Pérez Ribes comenzó sus estudios musicales con el entonces director de orquesta de la Banda Sinfónica de la «Unión Artística Musical» de Montroy, Octavio Chapa. Estudió en el Conservatorio Superior de Música «Joaquín Rodrigo» de Valencia con Lucas Conejero García (clarinete), José Roca (piano), José María Cervera Lloret y Manuel Palau Boix (armonía, contrapunto, fuga y composición). Continuó sus estudios en Madrid, en el Real Conservatorio Superior de Música de Madrid, con Victorino Echevarría López y Ricardo Dorado Janeiro. De allí se trasladó a estudiar a París, donde coincidió con Olivier Messiaen en el Conservatorio Nacional Superior de Música y Danza de París. También estudió Dirección de Orquesta con Volker Wangenheim, Ígor Markévich y Enrique García Asensio.
Ribes es miembro del Cuerpo Nacional de Directores de Bandas de Música Civiles de 1.ª categoría.
De 1960 a 1964 fue director de la Banda de Música de Casas-Ibáñez (Albacete) y desde 1970 hasta 1980 director de la Banda de la Sociedad Musical Santa Cecilia de Caspe (Zaragoza) y de la Coral «Ciudad de Caspe». En 1980 y 1981 fue director de la banda municipal de música de Socuéllamos (Ciudad Real) y de la banda municipal de música de Villarrobledo (Albacete). De 1981 a 1997 dirigió la banda municipal de música de Badajoz y al mismo tiempo fue profesor de composición y armonía en el Conservatorio Superior de Música de Badajoz.
Es miembro fundador de la Asociación de Compositores Sinfónicos Valencianos (COSICOVA).
Como compositor ha escrito obras para orquesta, banda, ópera y música de cámara para los coros. En 1953 ganó el primer premio en el concurso de composición de pasodoble-organizado por la Compañía Industrial Film Española, SA (CIFESA) de Valencia. Otros importantes premios nacionales incluyen el Premio Composición «Ciudad de Mozón (Huesca)», Premio «Santa Isabel» de la Diputación de Zaragoza, Premios «Maestro Villa» del Ayuntamiento de Madrid (1979 y 1982), los Premios Temas Sobre Composición Coral Extremeños (1986 y 1988), Premio de Música de la Constitución Junta de Extremadura (1990) y el primer premio en el Concurso de Composición de la SGAE para Bandas Sinfónicas (1992). Tiene cerca de 150 obras a su nombre.

## Música instrumental

### Sinfonías
- 1964 Sinfonía Campestre para orquesta.
- 1969 Sinfonía Estival para orquesta.

### Conciertos
- 1992 Concierto para trompeta y orquesta.
- 1996 Concierto para guitarra y orquesta.
- 2005 Concierto n.º 3, para clarinete y orquesta de cuerda.

### Otras obras para orquesta
- 1964 Don Quijote de la Mancha, poema sinfónico para orquesta.
- 1975 Planos Sonoros, para orquesta.
- 1978 Partita para orquesta.
- 1979 Ravelianas, para orquesta.
- 1979 Invocación, para coro mixto y orquesta.
- 1980 Suite para Orquesta.
- 1982 Suite Manchega (ver. orquestal).
- 1983 Jota de Esparragosa, para orquesta.
- 1990 Rondeña de Orellana, para coro mixto y gran orquesta. Texto: anónimo ver. orquestal.
- 1990 Jota de la Siberia, para coro mixto y gran orquesta. Texto: anónimo.
- 2003 Los Laberintos (ver. orquestal).
- 2003 Poema sinfónico (Sueños Utópicos).
- 2004 Sinfonía Descriptiva (El Juicio de Salomón).
- 2005 Cant al meu poble (ver. orquestal).
- 2006 Suite para orquesta.
- 2009 Poema Sinfónico (Buscando la Verdad).
- 2010 Poema Sinfónico (Las Enseñanzas del Quijote).

### Obras para banda de música
- 1970 Scherzo.
- 1972 A Caspe!, Pasodoble.
- 1978 Suite Manchega.
- Preludio.
- La canción Cuna.
- Seguidillas.
- Final (Allegro moderato).
- 1980 Suite Valencia.
- 1981 Fantasía Sinfónica.
- 1985 Auto de Reyes Magos.
- 1986 Unión Artística Musical de Montroy, pasodoble.
- 1988 Badajoz 88, pasodoble.
- 1991 La Flor del Taronger.
- 1991 A la Divina Aurora Poemeta Sinfónico.
- 1992 Concierto Cant al meu poble, para trompeta y orquesta.
- 1995 A la vora de la Mar, Suite.
- 2003 Concierto, para clarinete y Big Band (dedicada a Enrique Pérez Piquer y la Banda

Sinfónica de la Sociedad Carcaixent «Carcaixentina Lira»).
- 2004 Sinfonía Mediterránea, para gran orquesta.
- Con Diez cánones por banda, para coro mixto y orquesta. Texto: José de Espronceda.
- Jota de la Siberia Extremeña (Jota), para orquesta.

### Obras para banda sinfónica
- 1972 A Caspe (Pasodoble) ver. banda sinfónica.
- 1982 Poema Sinfónico para un Certamen (Premio Maestro Villa, Ayuntamiento de Madrid) ver. banda sinfónica.
- 1984 Himno del Festival Internacional Folklórico de Badajoz.
- 1990 Jota de Esparragosa ver. banda sinfónica.
- 1990 Rondeña de Orellana ver. banda sinfónica.
- 1996 Invocando recuerdos…
- 1996 Poema sinfónico para un Aniversario.
- 2000 Marcha Fúnebre (A la Virgen del Dolor).
- 2004 Plaza Mayor (Pasodoble).
- 2007 Himno (FIVAMEL) Feria Internacional de la MIEL (Montroi, Valencia).

### Música de cámara
- 1972 Cuarteto para saxofones y clarinetes.
- 1976 Fantasía, para clarinete y piano.
- 1976 Trío para flauta, oboe y clarinete.
- 1980 Sonata para trompa y piano.
- 1991 Sonata para violonchelo y piano.
- 1991 Fantasía, para violín, violonchelo y piano.
- 1992 Canción «Recuerdos», para violín y piano.
- 1992 Trío de cañas (flauta, oboe y clarinete).
- 1993 Cuarteto de clarinetes n.º 1.
- 1995 Quinteto de metales n.º 1 (sonatina).
- 1995 Cuarteto de saxos n.º 2 (soprano, alto, tenor y barítono, versión cuarteto de clarinetes).
- 1996 Tema y Variaciones, para solo de violonchelo.
- 1996 Suite para flauta y clarinete octeto.
- 1996 Sonata para violín y piano.
- 1997 Quinteto de viento (flauta, oboe, clarinete, trompa y fagot) Tema y Variaciones.
- 1998 Cuarteto de cuerda n.º 1.
- 2003 Sonata para saxo alto (mib) y piano.
- 2003 Quinteto de metales n.º 2 (Conceptos concertantes).
- 2003 Estampas nocturnas para soprano (voz) saxo alto y piano.
- 2003 Concierto para clarinete n.º 2 (reducción para piano).
- 2005 Dúo de clarinetes y piano (Imágenes Subliminales).
- 2006 Divertimento festivo para violín, chelo y piano.
- 2006 Cuarteto de clarinetes n.º 2 (El travieso jovial).
- 2009 Cuarteto de cuerda n.º 2.
- 2009 Cuarteto de clarinetes n.º 3 (Diversidad).
- 2010 Cuarteto de cuerda n.º 3.
- 2010 Fantasía de Colores, para clarinete solo.

### Obras para órgano
- 1996 Fantasía.

### Obras para piano
- 1983 Arabesco.
- 1983 Danza Española.
- 1992 Música para Un Sueño.
- 1999 Abelda (Fantasía).
- 2000 Danzas españolas (Andaluza, Extremeña y Aragonesa).
- 2004 Variaciones sobre un tema de Mozart.
- 2010 Suite para piano (Baile de las antorchas, Del Señor, El castillo y A orillas del río).

### Obras para guitarra
- 1989 Sugerencias.
- 1989 Fantasía.
- 1989 Habanera.
- 2005 Suite exótica (guitarra solo).

## Música vocal

### Óperas
- Las Brujas, ópera en 3 actos con texto de Luis Chamizo.

### Obras para coro
- 1980 Mi envero.
- 1985-1989 Cinco Canciones y Villancicos Cinco, para coro mixto. Texto: anónimo.
- El canario malherido.
- Esta noche ha llovido.
- La Peregrina.
- Nana.
- Rondeña de Orellana.
- La Revelación.
- La Virgen lava Pañales.
- Del Egipto vengo.
- Madre a la puerta hay un niño.
- Ver al niño nacer.
- 1986 Vengo de tierra noble. Texto: M. Nieves Martínez Valiente.
- 1988 Nana media noche, para coro mixto. Texto: Francisco Cañamero.
- 1989 Estreno en la Escuela, himno para coro mixto y orquesta.
- 1990 Coplas a lo divino, de seis partes, coro mixto. Texto: San Juan de la Cruz.
- 1990 X Aniversario del Festival, himno para coro mixto y orquesta.
- 1991 El Niño Dormido, para coro mixto. Texto: Francisco Cañamero.
- 1991 Ruiseñores y Belén, para coro mixto. Texto: Antonio Montero.
- 1992 Interleccional, para coro mixto.
- 1992 Encuentro Extremadura y América, himno para coro mixto y orquesta.
- 1993 Canción del madrugar, para coro mixto.
- 1993 Santa Marta, himno para coro mixto y orquesta.
- 1996 Los años 1996, para coro mixto.
- 1996 El refajo, para coro mixto.
- 1996 No sale El Sol, para coro mixto.
- 1996 A la Virgen de la Soledad, himno para coro mixto y orquesta. Texto: M. Santiago Castello.
- 2002 Coral Sobre Temas Manchegos, para coro mixto —ganó el primer premio en el concurso de composición organizado por la Agrupación Musical y Enseñanza de la Villarrobledo (AMEV)—.
- 2003 Del Insigne Aragón. Texto: Agustín Príncipe.
- 2006 La Uva - Popular de Olivenza, para coro mixto.
- A unos ojos, para coro mixto (dedicado a La Coral Municipal «Ciudad de Caspe»).
- Alborada, para coro mixto.
- Ave María, para coro mixto.
- Himno a Nuestra Señora de La Hermosa, himno para coro mixto y orquesta.
- 2006 Nostalgia del Mar. Texto: Ismael Belmonte.
- 2007 Hojas del árbol caídas. Texto: J. de Espronceda.
- Con diez cañones por banda.
- Veinte presas hemos hecho.
- Mío es el mundo.
- En Salamanca famoso.
- Densa niebla.
- Que más que nunca palpita.
- 2007 La Iluminación de A. Mateu.
- 2007 Entre el buey y la mula (villancico).
- 2007 Y vio luego una llama. Texto: J. de Espronceda.
- 2009 Padre nuestro.
- 2010 Dame una mano tuya. Texto: Ramón Cué.
- 2011 No hagamos de la Mancha más espera. Texto: Francisco Jiménez.

### Otra música vocal, canciones
- 1969 Canción del Otoño, Primavera y Amapola, para voz y piano.
- 1984 Música sobre el puma de Lorca, «La Sangre Derramada», para voz y piano.
- 1988 Primavera en y Madrid, para voz y piano. Texto: José María Blanc.
- 1988 La Mirada, para voz y piano. Texto: Antonio Matea.
- 1988 Por Qué No Llega, para voz y piano. Texto: María Nieves Martines Valiente.
- 1990 No es mi Deseo, para voz y piano. Texto: R. Ballesteros.
- 1991 Alabad al Señor, para voz, coro mixto y órgano.
- Bajo, para voz, piano, clarinete y trompeta.
- Cuatro poemas, para soprano y piano.
- Reflexión, para soprano, tenor y órgano.
- Tres canciones populares, para soprano y piano. Texto: anónimo.
- 2003 Canciones para voz y piano con texto de José de Espronceda.
- Era más de media noche.
- Distante bosque sombrío.
- Patria de Ilustres barones.
- Ni preguntes quienes sean.
- Qué más que nunca palpita.
- Blanca nube de la aurora.
- Cruzan tristes calles.
- Tal vez despiertas susurran.
- Plegaria.
- 2003 Canción para voz y piano (Tengo miedo). Texto: F. García Lorca.

### Cantatas
- 1986 San Ignacio de Loyola, una cantata, cantata para solistas, coro mixto y gran orquesta. Texto

```
San Juan de la cruz
```